# Miklos Szabo (judoka)
Miklos Szabo (Szeged, 21 de diciembre de 1955) es un deportista australiano que compitió en judo. Ganó dos medallas en el Campeonato de Oceanía de Judo en los años 1994 y 1996.

## Palmarés internacional
| Campeonato de Oceanía | Campeonato de Oceanía      | Campeonato de Oceanía | Campeonato de Oceanía |
| Año                   | Lugar                      | Medalla               | Categoría             |
| --------------------- | -------------------------- | --------------------- | --------------------- |
| 1994                  | Sídney (Australia)         | Medalla de oro        | +95 kg                |
| 1996                  | Wellington (Nueva Zelanda) | Medalla de bronce     | +95 kg                |